# Parafia św. Gerarda w Gliwicach
Parafia Świętego Gerarda (Majelli) w Gliwicach – parafia metropolii katowickiej, diecezji gliwickiej, dekanatu Gliwice-Łabędy Kościoła katolickiego obrządku łacińskiego. Powstała w 1951.